# Indian Town Point
Indian Town Point ist eine Landzunge in der Parish of Saint Philip an der Ostküste der Insel Antigua im Staat Antigua und Barbuda.

## Lage und Landschaft
Indian Town Point streckt sich zusammen mit der benachbarten Landzunge Dums Point weit nach Osten in den Spithead Channel zwischen Dian Bay (Indian Town Creek) und Fannys Cove, östlich von Willikies. Die Sehenswürdigkeit Devil’s Bridge, ein niedriges Felsentor an der Küste, steht im Devil’s Bridge National Park unter Naturschutz.